# Ngog-Tos
Pour les articles homonymes, voir Ngog.
Ngog-Tos est un village de la région du Centre du Cameroun, situé dans la commune de Bot-Makak. 

## Population et développement
La population de Ngog-Tos était de 148 habitants, lors du recensement de 2005. La population est constituée pour l’essentiel de Bassa.  